# Планков квантни закон
Планков квантни закон се користи у квантној механици, и представља њен почетак. Први пут га је представио немачки физичар Макс Планк 1901. године. Основном формулом се успоставља веза између енергије зрачења и фреквенције. Та зависност је линеарна, а Планкова константа је константа пропорционалности. Ова формула у принципу описује енергију честица без масе (фотони-кванти).
{\displaystyle E=h\nu =\left({\frac {h}{2\pi }}\right)(2\pi \nu )=\hbar \omega =h\left({\frac {c}{\lambda }}\right)}
- h - Планкова константа
- {\displaystyle \nu } - фреквенција фотона (кванта)
- {\displaystyle \lambda } - таласна дужина
- c - брзина светлости
- {\displaystyle \omega } - кружна фреквенција фотона (кванта)